# Скородумка (Суздальский район)
Скородумка — деревня в Суздальском районе Владимирской области России, входит в состав Новоалександровского сельского поселения.

## География
Деревня расположена в 8 км на север от центра поселения села Новоалександрово и в 19 км на северо-запад от Владимира.

## История
В конце XIX — начале XX века деревня входила в состав Оликовской волости Владимирского уезда, с 1926 года — в составе Стародворской волости. В 1859 году в деревне числилось 7 дворов, в 1905 году — 21 дворов, в 1926 году — 27 хозяйств.
С 1929 года деревня являлась центром Скородумского сельсовета Владимирского района, с 1940 года — в составе Кутуковского сельсовета, с 1945 года — в составе Ставровского района, с 1954 года — в составе Ново-Александровского сельсовета, с 1965 года — в составе Суздальского района, с 2005 года — в составе Новоалександровского сельского поселения.

## Население
| 1859 | 1905 | 1926 |
| ---- | ---- | ---- |
| 75   | 130  | 148  |

| 1859 | 1905 | 1926 | 2002 | 2010 | 2021 |
| ---- | ---- | ---- | ---- | ---- | ---- |
| 75   | ↗130 | ↗148 | ↘0   | ↗6   | →6   |